# Yvette Lamontagne
Yvette Lamontagne (* 26. Dezember 1898 in Montreal; † 18. Juni 1992 in Montreal) war eine kanadische Cellistin und Musikpädagogin.

## Leben
Die Tochter des Sängers und Impresarios Charles-Onésime Lamontagne studierte drei Jahre am McGill Conservatory bei Gustave Labelle. In Paris setzte sie ihre Ausbildung bei Francis Touche und Yvonne Huberts Bruder Marcel Hubert fort und besuchte an der École normale de musique de Paris Interpretationskurse von André Hekking und Pablo Casals. 
Mit der Geigerin Jeanne Labrecque und der Pianistin Albertine Morin-Labrecque gründete Lamontagne 1922 der Trio de Montréal. Sie gab Recitals in Montreal, Ottawa und den USA und wurde um 1925 Mitglied des ersten Montreal String Quartet (mit den Geigerinnen Florence Hood und Mary Izard und dem Bratschisten Robert H. Bryson). Sie unterrichtete von 1922 bis 1963 am McGill Conservatory, außerdem auch am Conservatoire de musique du Québec und an der École Vincent-d’Indy. Zu ihren Schülern zählen neben anderen Pierre Morin und Lyse Vézina. Ihr Bruder Jules Lamontagne war Korrepetitor an der Montreal Opera.